# Johann Bernhard Crespel
Johann Bernhard Crespel (auch: Johann Bernhard Krespel) (* 27. März 1747 in Frankfurt am Main; † 24. November 1813 in Laubach) war ein deutscher Jurist, Archivar und Schriftsteller.

## Leben
Johann Bernhard Crespel wurde als Sohn von Pierre Louis Alexandre Crespel (* 10. Januar 1705 in Douai, † 22. März 1794 in Frankfurt am Main), Juwelenhändler in Frankfurt am Main und dessen Ehefrau Katharina Elisabeth (1711–1770), eine Tochter des Bernhard Rohr (1675–1729), Resident und Verwalter des Darmstädter Hofes auf der Zeil in Frankfurt am Main, geboren. Seine Geschwister waren:
- Maria Catharina Crespel (1749–1801);
- Francisca Jacobea (1752–1819) Jaquet geb. Crespel. Sie wurde „Fränzchen“ genannt. Verheiratet mit Peter Friedrich Jaquet, Kaufmann für Uhren und Uhrmacherwerkzeug.

Er war seit dem 27. März 1787 mit Maria Henriette (* 7. Dezember 1753 in Gera, † 1. Juni 1829 in Laubach), eine Tochter des Johann Henrich Schmiedel, Kaufmann in Gera, verheiratet. Gemeinsam hatten sie fünf Kinder:
- Maria Lucretia (* 1788, † 1 Monat alt);
- Catharina Louisa (1789–1852), verheiratet mit Georg Friedrich Andreas Buderus, Kaufmann und Bergrat;
- Ludwig Alexander (* 15. August 1790 in Frankfurt am Main, † 1884), hauptverantwortlicher Hüttendirektor der Gravenhorster Eisenhütte und später der Begründer des heute noch bestehenden Unternehmens Crespel & Deiters in Ibbenbüren[3];
- Francisca Jacobea (1792–1826);
- Dominicus Bernhard (* 5. Juni 1794 in Frankfurt am Main, † 21. September 1863 in Laubach), er war Mechanicus in Laubach.

Im Juni 1755 wurde Johann Bernhard Crespel Schüler des Malers und Zeichenlehrers Johann Nicolaus Roland, der im Steinernen Haus eine Akademie leitete.
Im Winter 1759/1760 besuchte er die Schule in Bruchsal und trat im August 1760 in das Jesuitenkolleg in Pont à Mousson ein. Im November 1761 war er wieder in Frankfurt am Main und im folgenden Jahr wiederum für ein Jahr auf einer Schule in Metz. Im Juni 1763 kehrte er endgültig nach Frankfurt zurück.
Am 3. April 1764 überreichte er in Begleitung seines Vaters dem gerade neu gekrönten Kaiser Joseph II. eine Hutagraffe (Sammelbezeichnung für alles Schmückende für Damen- oder Herrenhüte) im Wert von 300.000 Gulden.
Seine akademische Ausbildung setzte er in Paris mit juristischen Studien fort. Anschließend studierte er von 1766 bis 1768 an der Universität Würzburg. Er besuchte im November 1768 das Reichskammergericht in Wetzlar und im April 1769 die Universität Göttingen. Nun kehrte er wieder nach Frankfurt zurück und war dort als Assessor tätig. 1771 erwarb er das Bürgerrecht.
Er war nun für das Haus Thurn und Taxis in Regensburg als Archivar tätig, kehrte aber schon im Mai 1777 wieder nach Frankfurt zurück, wo er weiter als Archivar und Verwalter des Besitzes des Hauses Thurn und Taxis tätig war, hierzu gehörte unter anderem das Palais Thurn und Taxis. Kurz darauf wurde er zum Hofrat ernannt.
Der Vater starb 1794 und Johann Bernhard Crespel verkaufte das Elternhaus und zog nach Laubach, wo er dem zehn Jahre zuvor zur Regierung gekommenen Grafen Friedrich zu Solms-Laubach juristische Expertisen für die Lehensnachfolge aufsetzte. In ungewöhnlicher Weise baute er sich ein neues Haus, dieser Hausbau wird durch E. T. A. Hoffmann in dessen Erzählung Rat Krespel in ironischer Form dargestellt. Dieses Haus kaufte 1877 Graf Friedrich zu Solms-Laubach von den Erben und stellte es dem Armen- und Waisenhaus als „Johann-Friedrich-Stift“ (heute: Oberhessisches Diakoniezentrum) zur Verfügung. In Laubach gab er sich fortan naturphilosophischen Spekulationen hin, die ihn schon seit seiner Göttinger Zeit beschäftigt hatten. Darin leuchten unter viel abstrus begrifflicher Phantastik zwei Grundgedanken Johann Wolfgang von Goethe auf: Polarität und Steigerung.

## Johann Wolfgang von Goethe
Eugen Klimsch
 Der Freund (Crespel) lässt die Damen die Röllchen aus dem Beutel ziehen

Holzstich, um 1880

Link zum Bild

(Bitte Urheberrechte beachten)
Johann Bernhard Crespel wuchs in einem Wohnhaus auf, das dem Großvater von Johann Wolfgang von Goethe, Johann Wolfgang Textor, gehörte und war bereits im Kindesalter mit der Familie Goethe befreundet, so nahm er in der Kindheit und als Jugendlicher und junger Erwachsener an den geselligen Treffen des Goethekreises teil. Johann Wolfgang von Goethe beschreibt selbst die Mariage-Spiele des Bernhard Crespel im sechsten Buch von Dichtung und Wahrheit. Nach Johann Wolfgang von Goethes Weggang von Frankfurt 1770 nannte dessen Mutter, Catharina Elisabeth Goethe, Johann Bernhard Crespel „ihren lieben Sohn Bernhard“. Auch pflegte Crespel mit Sophie von La Roche und Maximiliane Brentano einen vertrauten Umgang.
„Eine große Welt- und Menschenkenntnis, aber nur von der schlimmen Seite“ (Johann Wolfgang von Goethe) gab ihm früh das Ansehen eines Sonderlings und neben manchem kauzig Originellen auch melancholisch-pessimistische und mephistophelische Züge. Literarisch lebt Johann Bernhard Crespel fort in der Gestalt des Bernardo der 1. Fassung von Johann Wolfgang von Goethes Singspiel Erwin und Elmire, in E. T. A. Hoffmanns Novelle Rat Krespel, zu der wohl Clemens Brentano das biographische Material geliefert hat, und in Jacques Offenbachs Oper Hoffmanns Erzählungen, auch erwähnt Johann Wolfgang von Goethe ihn in seiner Biografie Dichtung und Wahrheit unter einem Bild mit dem Titel „Der Freund (Crespel) lässt die Damen die Röllchen aus dem Beutel ziehen“.
Seine Schwester Katharina (1749–1801) veranlasste Johann Wolfgang von Goethe zu dem Gedicht In das Stammbuch Johann Peter de Reynier, sie wird in dem Gedicht als „Jungfrauen Flor“ erwähnt.

## Trivia
In Laubach werden Erlebnisführungen angeboten, eine davon ist die Führung „Crespeln und keifen: Unterwegs mit Hofrat Crespel und der Kaltmamsell“.

## Schriften (Auswahl)
- Flüchtiger Grundriß einer Naturlehre. Friedrich Eßlinger, Frankfurt 1790.